# Чаудри, Аршад
Аршад Али Чаудри (англ. Arshad Ali Chaudry, 10 апреля 1950, Лайяллпур, Пакистан — 11 июня 2015, Лахор, Пакистан) — пакистанский хоккеист (хоккей на траве), полузащитник. Бронзовый призёр летних Олимпийских игр 1976 года, чемпион мира 1971 года.

## Биография
Аршад Чаудри родился 10 апреля 1950 года в пакистанском городе Лайяллпур (сейчас Фейсалабад).
Учился в правительственном колледже Фейсалабада, получил степень бакалавра. Был капитаном его хоккейной команды. В 1973 году получил степень магистра истории в Пенджабском университете. В 1971 году вошёл в состав сборной университета для участия в межвузовском чемпионате Пакистана в Карачи, в 1972 году стал его победителем.
В 1971 году дебютировал в сборной Пакистана, выиграв дебютный чемпионат мира в Барселоне.
В 1974 году в составе сборной Пакистана завоевал золотую медаль хоккейного турнира летних Азиатских игр в Тегеране.
В 1975 году в составе сборной Пакистана завоевал серебряную медаль чемпионата мира в Куала-Лумпуре.
В 1976 году вошёл в состав сборной Пакистана по хоккею на траве на летних Олимпийских играх в Монреале и завоевал бронзовую медаль. Играл на позиции полузащитника, провёл 1 матч, мячей не забивал.
В 1971—1976 годах провёл за сборную Пакистана 33 матча. 
После Олимпиады завершил игровую карьеру и сосредоточился на работе в Пакистанских международных авиалиниях (PIA), где в 1975 годах был назначен помощником менеджера. До ухода на пенсию в 2010 году работал в Лондоне, Джидде, Эр-Рияде, Равалпинди и Лахоре. Трудился в селекционной комиссии по отбору Пакистанской федерации хоккея на траве.
Умер 11 июня 2015 года в Лахоре от рака, с которым он боролся последние шесть месяцев жизни.

## Семья
Аршад Чаудри был племянником олимпийского чемпиона 1960 года по хоккею на траве Гулама Расула (1931—1991) и двоюродным братом Ахтара Расула (род. 1954), который стал серебряным призёром летних Олимпийских игр 1972 года и бронзовым призёром летних Олимпийских игр 1976 года.
Был женат, имел двух сыновей и дочь.